# Olympische Winterspiele 2014/Teilnehmer (Italien)
| Gelbes Symbol für Goldmedaillen mit stilisierten Olympischen Ringen | Graues Symbol für Silbermedaillen mit stilisierten Olympischen Ringen | Braundes Symbol für Bronzemedaillen mit stilisierten Olympischen Ringen |
| ------------------------------------------------------------------- | --------------------------------------------------------------------- | ----------------------------------------------------------------------- |
| —                                                                   | 2                                                                     | 6                                                                       |

Italien nahm an den Olympischen Winterspielen 2014 in Sotschi mit 113 Athleten in 13 Sportarten teil. Fahnenträger der italienischen Delegation bei der Eröffnungszeremonie war Armin Zöggeler. Das erfolgreichste Mitglied der italienischen Mannschaft wurde mit einer Silber- und zwei Bronzemedaillen die Shorttrackerin Arianna Fontana, die auch als Fahnenträgerin für die Schlussfeier ausgewählt wurde. Zum ersten Mal seit den Olympischen Winterspielen 1980 blieb Italien ohne Olympiasieg.

## Medaillenspiegel
| Rang   | Sportart     | G | S | B | Gesamt |
| ------ | ------------ | - | - | - | ------ |
| 1      | Shorttrack   | 0 | 1 | 2 | 3      |
| 2      | Ski alpin    | 0 | 1 | 1 | 2      |
| 3      | Rennrodeln   | 0 | 0 | 1 | 1      |
|        | Eiskunstlauf | 0 | 0 | 1 | 1      |
|        | Biathlon     | 0 | 0 | 1 | 1      |
| Gesamt | Gesamt       | 0 | 2 | 6 | 8      |

## Medaillengewinner

### Silber
| Name                | Sportart   | Wettkampf |
| ------------------- | ---------- | --------- |
| Christof Innerhofer | Ski Alpin  | Abfahrt   |
| Arianna Fontana     | Shorttrack | 500 m     |

### Bronze
| Name                                                          | Sportart     | Wettkampf         |
| ------------------------------------------------------------- | ------------ | ----------------- |
| Armin Zöggeler                                                | Rennrodeln   | Einsitzer         |
| Christof Innerhofer                                           | Ski Alpin    | Super-Kombination |
| Arianna Fontana                                               | Shorttrack   | 1500 m            |
| Dorothea Wierer/Karin Oberhofer/Markus Windisch/Lukas Hofer   | Biathlon     | Mixed-Staffel     |
| Arianna Fontana/Lucia Peretti/Martina Valcepina/Elena Viviani | Shorttrack   | Staffel           |
| Carolina Kostner                                              | Eiskunstlauf | Kür               |

## Sportarten

### Biathlon
| Frauen - Nicole Gontier 7,5 km Sprint: 54. Platz 10 km Verfolgung: 49. Platz 15 km Einzel: 45. Platz - Karin Oberhofer Mixed-Staffel: Bronze 7,5 km Sprint: 4. Platz 10 km Verfolgung: 8. Platz 15 km Einzel: 14. Platz 12,5 km Massenstart: 14. Platz - Michela Ponza 7,5 km Sprint: 38. Platz 10 km Verfolgung: 48. Platz - Alexia Runggaldier 15 km Einzel: 43. Platz - Dorothea Wierer Mixed-Staffel: Bronze 7,5 km Sprint: 6. Platz 10 km Verfolgung: 17. Platz 12,5 km Massenstart: 26. Platz | Männer - Christian De Lorenzi 10 km Sprint: 47. Platz 12,5 km Verfolgung: 42. Platz 20 km Einzel: 31. Platz - Lukas Hofer Mixed-Staffel: Bronze 10 km Sprint: 12. Platz 12,5 km Verfolgung: 17. Platz 20 km Einzel: 14. Platz - Daniel Taschler - Dominik Windisch 10 km Sprint: 11. Platz 12,5 km Verfolgung: 25. Platz 20 km Einzel: 65. Platz 15 km Massenstart: 25. Platz - Markus Windisch Mixed-Staffel: Bronze 10 km Sprint: 81. Platz 15 km Einzel: 71. Platz |

### Bob
| Männer - Simone Bertazzo Zweierbob Viererbob - Simone Fontana Zweierbob Viererbob - Francesco Costa Viererbob - William Frullani wurde wegen eines positiven Dopingbefunds von den Spielen ausgeschlossen. Viererbob - Samuele Romanini rückte als Ersatzmann für Frullani ins italienische Bobteam nach. Viererbob |

### Eiskunstlauf
| Frauen - Carolina Kostner Eiskunstlauf Kür: Bronze - Valentina Marchei | Männer - Paul Bonifacio Parkinson |

| Paarlauf - Stefania Berton, Ondřej Hotárek - Nicole Della Monica, Matteo Guarise | Eistanz - Anna Cappellini, Luca Lanotte - Charlène Guignard, Marco Fabbri |

### Eisschnelllauf
| Frauen - Yvonne Daldossi 500 m: 30. Platz - Francesca Lollobrigida 3000 m: 23. Platz | Männer - Mirko Nenzi 500 m: 28. Platz 1000 m: 25. Platz 1500 m: 17. Platz - David Bosa 500 m: 31. Platz - Matteo Anesi 1500 m: 39. Platz - Andrea Giovannini 5000 m: 17. Platz |

### Freestyle-Skiing
Frauen
| Moguls - Deborah Scanzio | Slopestyle - Silvia Bertagna |

Männer
| Moguls - Giacomo Matiz | Slopestyle - Markus Eder |

### Nordische Kombination
- Armin Bauer
- Samuel Costa
- Giuseppe Michielli
- Alessandro Pittin
- Lukas Runggaldier

### Rodeln
| Frauen - Sandra Gasparini - Sandra Robatscher - Andrea Vötter | Männer - Dominik Fischnaller - Emanuel Rieder - Armin Zöggeler Einsitzer: Bronze | Doppelsitzer - Patrick Gruber & - Christian Oberstolz - Patrick Rastner & - Ludwig Rieder |

### Shorttrack
| Frauen - Arianna Fontana 500 m: Silver 1000 m 1500 m: Bronze 3000 m Staffel: Bronze - Lucia Peretti 1500 m 3000 m Staffel: Bronze - Martina Valcepina 500 m 1000 m 1500 m 3000 m Staffel: Bronze - Elena Viviani 500 m 1000 m 3000 m Staffel: Bronze - Cecilia Maffei 3000 m Staffel | Männer - Yuri Confortola 500 m 1000 m 1500 m 5000 m Staffel - Tommaso Dotti 500 m 1500 m 5000 m Staffel - Anthony Lobello 5000 m Staffel - Nicola Rodigari 5000 m Staffel - Davide Viscardi 5000 m Staffel |

### Skeleton
| Männer - Maurizio Oioli |

### Ski Alpin
| Frauen - Federica Brignone - Chiara Costazza - Elena Fanchini - Nadia Fanchini - Denise Karbon - Francesca Marsaglia - Daniela Merighetti - Verena Stuffer | Männer - Luca De Aliprandini - Peter Fill - Stefano Gross - Werner Heel - Christof Innerhofer Abfahrt: Silver Super-Kombi: Bronze - Manfred Mölgg - Roberto Nani - Dominik Paris - Giuliano Razzoli - Davide Simoncelli - Patrick Thaler |

### Skilanglauf
| Frauen - Debora Agreiter Skiathlon: 30. Platz - Elisa Brocard Skiathlon: 32. Platz 10 km klassisch: 40. Platz Staffel: 8. Platz - Virginia De Martin Topranin Skiathlon: 44. Platz Staffel: 8. Platz - Ilaria Debertolis Sprint: 32. Platz Staffel: 8. Platz - Greta Laurent Sprint: 26. Platz - Marina Piller Skiathlon: 16. Platz 10 km klassisch: 31. Platz Staffel: 8. Platz - Gaia Vuerich Sprint: 7. Platz | Männer - Roland Clara Skiathlon: 30. Platz Staffel: 5. Platz - Francesco De Fabiani Skiathlon: 22. Platz 15 km klassisch: 30. Platz - Giorgio Di Centa Skiathlon: 12. Platz Staffel: 5. Platz - David Hofer Sprint: 15. Platz Staffel: 5. Platz - Enrico Nizzi Sprint: 44. Platz - Dietmar Nöckler 15 km klassisch: 32. Platz Sprint: 37. Platz Staffel: 5. Platz - Fabio Pasini 15 km klassisch: 48. Platz - Mattia Pellegrin 15 km klassisch: 36. Platz - Federico Pellegrino Sprint: 11. Platz |

### Skispringen
| Frauen - Evelyn Insam - Elena Runggaldier | Männer - Davide Bresadola - Sebastian Colloredo - Roberto Dellasega |

### Snowboard
Frauen
| Parallel-Riesenslalom - Nadya Ochner - Corinna Boccacini | Parallelslalom - Nadya Ochner - Corinna Boccacini | Snowboard Cross - Raffaella Brutto - Michela Moioli |

Männer
| Parallel-Riesenslalom - Meinhard Erlacher - Roland Fischnaller - Aaron March - Christoph Mick | Parallelslalom - Meinhard Erlacher - Roland Fischnaller - Aaron March - Christoph Mick | Snowboard Cross - Tommaso Leoni - Luca Matteotti - Emanuel Perathoner - Omar Visintin |